# Divinity II: Ego Draconis
Divinity II: Ego Draconis is een Computer Role Playing Game uitgegeven op 20 november 2009 voor op de Xbox 360 en Microsoft Windows. De voorloper is het spel Divine Divinity. Het spel is uitgegeven door DTP Entertainment en ontwikkeld door Larian Studios.
Divinity II: Ego Draconis speelt zich af in een magische wereld waar mensen, kobolds en andere magische wezens voorkomen. Het normaal prachtige platteland is nu getekend door oorlogen en cataclysmes uit de oudheid. In het spel moet de speler, een "Dragon Slayer" (drakenslachter), de inwijdingsrituelen volbrengen om een volwaardig lid te worden van de Dragon Slayers.
De speler kan de krachten van zijn personage ontwikkelen. Ook heeft de speler een eigen toren, waar hij wapens en bepantsering kan maken. In de toren kan de speler ook een wezen maken uit de monsters die de speler heeft verslagen.